# 千人隊
千人隊（せんにんたい、La Spedizione dei Mille）は、ジュゼッペ・ガリバルディ率いる義勇軍からなる私設軍団で、イタリア統一運動期のイタリアにおいて活躍した。
1860年に両シチリア王国を征服し、征服地をサルデーニャ王ヴィットーリオ・エマヌエーレ2世に献上し、イタリアをイタリア王国統一に導いた。この名前は構成人数が約千人だったことによる（実際1089人居たと言われる）。赤いシャツ（原型はガリバルディが経営していた精肉会社のユニフォームといわれる）を目印としたことから「赤シャツ隊」「赤シャツ千人隊」とも呼ばれる。
後にムッソリーニがこれを真似て「黒シャツ隊」を作った。